# MBB 223 Flamingo
Le MBB 223 Flamingo est un avion civil léger conçu et réalisé en Allemagne de l'Ouest dans le courant des années 1960. Il a connu une certaine carrière militaire.

## Historique

### Développement
En 1961 l'avionneur allemand Siebelwerke-ATG cherche à développer une version améliorée de son avion d'entraînement et de tourisme SIAT 222. Quatre prototypes doivent alors être produits. Ce nouvel avion reçoit la désignation de SIAT 223. Extérieurement, il ne se distingue pas beaucoup de son prédécesseur, si ce n'est que son moteur Lycoming IO-320 de 160 chevaux a laissé la place à un IO-360 doté de quarante chevaux de plus. Le 1er mars 1969  le SIAT 223 réalise son premier vol. Quelques semaines plus tard il est officiellement présenté lors de la 27e édition du Salon du Bourget. À cette occasion l'avion se voit nommer Flamingo.
En mai 1969 la société Siebelwerke-ATG est fusionnée avec d'autres entreprises allemandes afin de donner naissance à la nouvelle société Messerschmitt-Bölkow-Blohm. Ainsi le SIAT 223 Flamingo devient le MBB 223 Flamingo.
Cette entreprise poursuivra la production de l'avion jusqu'en mars 1972, date à laquelle sa production est cédée à l'avionneur espagnol Casa. Désormais le MBB 223 est désigné Casa 223.

### Commercialisation
Les premiers exemplaires de série sont livrés à partir d'avril 1968. Le MBB 223 est d'abord commercialisé en Allemagne de l'Ouest, en France, et au Royaume-Uni. En 1970 il reçoit sa certification de type, l'autorisant à être vendu et exploité aux États-Unis.
En 1969 il est commandé à douze exemplaires par la Türk Hava Kuvvetleri. Quatre ans plus tard, l'Al Quwwat al-Jawwiyah al Arabiya as-Souriya en fait son principal avion d'entraînement de début avec quarante machines commandés en Espagne.
En 2015 on ignore si la Syrie en possède encore, la Turquie ayant retiré du service les siens à la fin des années 1980.

## Aspects techniques

### Description
Le MBB 223 est un monoplan à aile basse biplace ou triplace de tourisme à cabine fermée. Construit en métal il est doté d'un train d'atterrissage tricycle fixe. Sa propulsion est assurée par un moteur Lycoming IO-360 de 200 chevaux entraînant une hélice bipale en métal.

### Versions
- MBB 223 A1 : désignation attribuée aux avions biplaces.
- MBB 223 B1 : désignation attribuée aux avions triplaces.
- Casa 223 K1 : désignation attribuée aux avions d'entraînement à la voltige aérienne.